# Гелиотроп (растение)
Гелиотро́п (лат. Heliotropium) — род растений семейства Бурачниковые (Boraginaceae), в который входит около трёхсот видов.

## Название
Научное латинское название рода образовано от др.-греч. ἥλιος, hēlios — солнце и τρέπειν, trepein — поворачивать, русское название — транслитерация научного.
Название растения связано с тем, что в течение дня цветы поворачиваются вслед за солнцем.

## Описание
Виды, входящие в род, могут быть кустарниками, полукустарниками и травами. В состав рода также включается гелиотроп Фёртера, также известный как аргузия (турнефорция, мессершмидтия) серебристая, представляющий собой дерево высотой 5—6 (до 12) метров.
Листья расположены на коротких черешках, обратнояйцевидные, опушенные, тёмно-зеленые, морщинистые или волнистые.
Растения имеют мелкие цветки, собранные в завитки с белым или фиолетовым венчиком.
Плод (ценобий) орешковидный, распадается на 4 части — эремы.
Гелиотропы распространены как в тропических и субтропических областях, так и в умеренной зоне. В южных районах России как сорняк произрастает Гелиотроп опушенный  (Heliotropium lasiocarpum).
Некоторые растения содержат ядовитые алкалоиды — в стеблях и листьях в начале цветения циноглоссин, в семенах гелиотропин и лазиокарпин. Подобными свойствами обладают гелиотроп европейский и гелиотроп опушенный. При попадании в организм эти вещества могут вызывать поражения центральной нервной системы и печени (гелиотропный гепатит).

## Культивирование
Некоторые растения выращиваются как декоративные, а также из-за приятного запаха, напоминающего запах ванили и корицы. К этим видам относятся в первую очередь сорта гелиотропа, происходящие от дикорастущих в Перу полукустарников, — гелиотроп перуанский (Heliotropium peruvianum) и гелиотроп щитковидный (Heliotropium corymbosum).

## Некоторые виды
- Heliotropium acutiflorum Kar. & Kir. — Гелиотроп остроцветковый
- Heliotropium arborescens L. — Гелиотроп древовидный, или Гелиотроп перуанский
- Heliotropium arboreum (Blanco) Mabb.
- Heliotropium arguzioides Kar. & Kir. — Гелиотроп аргузиевый
- Heliotropium biannulatiforme Popov — Гелиотроп двухкольцевидный
- Heliotropium bucharicum B.Fedtsch. — Гелиотроп бухарский
- Heliotropium chorassanicum Bunge — Гелиотроп хороссанский
- Heliotropium curassavicum L. — Гелиотроп курасавский
- Heliotropium dasycarpum Ledeb. — Гелиотроп волосистоплодный
- Heliotropium ellipticum Ledeb. — Гелиотроп эллиптический
- Heliotropium europaeum L. — Гелиотроп европейский
- Heliotropium fedtschenkoanum Popov — Гелиотроп Федченко
- Heliotropium grande Popov — Гелиотроп крупный
- Heliotropium indicum L. — Гелиотроп индийский
- Heliotropium lasiocarpum Fisch. & C.A.Mey. — Гелиотроп опушённоплодный
- Heliotropium litvinovii Popov — Гелиотроп Литвинова
- Heliotropium micranthos (Pall.) Bunge — Гелиотроп мелкоцветковый
- Heliotropium olgae Bunge — Гелиотроп Ольги
- Heliotropium parvulum Popov — Гелиотроп маленький
- Heliotropium seravschanicum Popov — Гелиотроп зеравшанский
- Heliotropium sibiricum (L.) J.I.M.Melo — Гелиотроп сибирский
- Heliotropium sogdianum Bunge
- Heliotropium styligerum Trautv. — Гелиотроп столбиконосный
- Heliotropium suaveolens M.Bieb. — Гелиотроп душистый
- Heliotropium supinum L. — Гелиотроп простёртый
- Heliotropium szovitsii (Steven) Stschegl. — Гелиотроп Шовица